# جمهوری انگلستان
جمهوری انگلستان یا کشورهای هم‌سود انگلستان (به انگلیسی: Commonwealth of England) به دوره‌ای از تاریخ این کشور گفته می‌شود که پس از دومین جنگ داخلی انگلستان و اعدام چارلز یکم آغاز شد و با به سلطنت رسیدن دودمان استوارت پایان یافت. تأسیس جمهوری را نخستین بار مجلس رامپ در ۱۹ می ۱۶۴۹ اعلام کرد. در آغاز، قدرت در دست مجلس و شورای ملی بود اما جنگ به ویژه در اسکاتلند و ایرلند میان طرفداران مجلس و مخالفان مجلس شروع شد که باعث متمرکز شدن قدرت در دست الیور کرامول شد. از این دوران به عنوان بخشی از سومین جنگ داخلی انگلستان یاد می‌شود. در سال ۱۶۵۳، الیور کرامول با منحل کردن مجلس، خود را «لرد محافظ انگلستان، اسکاتلند و ایرلند یکپارچه» اعلام کرد. پس از درگذشت کرامول، برای مدت کوتاهی پسرش ریچارد عهده‌دار این مقام و عنوان بود تا آن که با بازگشایی مجلس در ۱۶۵۹، سلطنت به کشور بازگشت.
با این که بریتانیایی‌ها از این دوران با عنوان کشورهای همسود انگلستان یاد می‌کنند ولی در زبان فارسی برای اشتباه نگرفتن این دوران با کشورهای همسود بریتانیا، از آن با عنوان جمهوری انگلستان یاد می‌شود.

## دومین جنگ داخلی انگلستان
پس از جیمز اول، پسرش چارلز یکم به سلطنت رسید. به دلیل خودرأیی‌ها و خودکامگی‌های چارلز یکم از یک سو و ادامه سرکوب‌های مذهبی توسط او از سوی دیگر، میان او و مجلس جنگ درگرفت و الیور کرامول، رهبر مخالفان پادشاه چارلز یکم، او را در ۱۶۴۵ شکست داد. مجلس که جنگ را پایان یافته می‌دانست، آماده مذاکره با پادشاه شد؛ اما سربازان ارتش، جنگ را پایان یافته نمی‌دانستند. آنان حزب تازه‌ای با نام حزب برابری‌خواهان به رهبری جان لیلبرن تشکیل دادند که خواستار برگزاری انتخابات سراسری، برانداختن پادشاهی و بازگرداندن زمین‌های محصور به دهقانان بود. بر اثر کارشکنی‌های پیاپی چارلز یکم، کرامول او را به جرم خیانت به کشور در سال ۱۶۴۹ اعدام کرد. در همان سال شورش بزرگی در ایرلند برپا شد و کرامول، با قساوت تمام به سرکوبی آن از طریق کشتار جمعی معترضان با روش موسوم به کاشت درخت انسانی پرداخت. همچنین طی سال ۱۶۵۰، قیام سلطنت طلبان اسکاتلند به دستور کرامول به شدت سرکوب شد.

## تشکیل جمهوری انگلستان
مجلس، به منحل شدن ارتش رأی داد که خشم سربازان و هواخواهان ارتش را بر انگیخت. کرامول برای آن که سربازان را تحت فرمان خود داشته باشد؛ شورای کل ارتش را شکل داد، شورایی که سربازان زیر نظر افسرانشان بودند. پس از آن، ارتش لندن را اشغال کرد و عملاً بر سراسر انگلستان چیره شد. با این همه، اختلاف در میان ارتشی‌ها فراوان بود. افسران و برابری‌خواهان دربارهٔ ساختار سیاسی به توافق نمی‌رسیدند و افسران از انتخابات سراسری نگران بودند و آن را زمینه‌ساز برافتادن مالکیت خصوصی تصور می‌کردند. این اختلاف‌ها به شورش در ارتش انجامید اما کرامول شورش را سرکوب و شورای ارتش را منحل کرد و تنها شورای افسران را باقی گذاشت. هر چند کرامول در ابتدا اعلام برقراری جمهوری کرده بود؛ اما چون نمایندگان مجلس را با خود همراه ندید، در ۱۶۵۳، مجلس را منحل کرد. طی سال ۱۶۵۷، پس از تشکیل مجدد مجلس، مقام سلطنت به کرامول پیشنهاد گردید اما وی از قبول آن خودداری ورزید.

## منحل شدن جمهوری انگلستان  و بازگشت سلطنت
دشمنان جمهوری انگلستان برای بهره گرفتن از اختلاف‌ها در ارتش، به سازش با هم نشستند. چارلز دوم به اسکاتلند گریخت تا به هواداران زمین‌دارش بپیوندد و با لشکری، برای جنگ با کرامول و ارتش او به انگلستان بازگردد. کرامول در حالی در ۱۶۵۹ درگذشت که قدرت سیاسی انگلستان در جهان نسبت به زمان پیش از او، رشد چشمگیری یافته بود. با مرگ کرامول؛ ریچارد کرامول، پسر اولیور کرامول، به مدت ۸ ماه قدرت را در دست گرفت. وی با فشارهای وارده مجبور به استعفا و فرار از کشور شد. بدین ترتیب، حکومت پس از ۲۰ سال با پادشاه شدن چارلز دوم، پسر چارلز یکم، مجدداً به خاندان استوارت رسید و تنها جمهوری در تاریخ انگلستان برای همیشه از میان رفت.

## ویژگی‌های حکمرانی کرامول
با اعدام پادشاه چارلز یکم ، اولیور کرامول اعلام جمهوری کرد و خود را رئیس‌جمهور نامید، اما چون با مقاومت مجلس اعیان روبه‌رو شد، مجلس را منحل کرد و روی در آن نوشت «اجاره داده می‌شود». جمهوری او که با جمهوری‌های متداول امروزی متفاوت بود و بیشتر به دیکتاتوری شباهت داشت، تشکیل شده از سه کنسول، سه اسقف، سی نماینده مجلس بود که همه آن‌ها را وی تعیین کرده بود و در رأس همه آن‌ها خود کرامول قرار داشت.